# Hej mor
|  | Denne artikel er oprettet af botten Steenthbot ud fra en ekstern database. Den kan derfor have sproglige fejl eller mangler. Denne skabelon kan fjernes efter kontrol af indholdet. |

Hej mor er en dansk dokumentarfilm fra 1985 instrueret af Ole Henning Hansen efter eget manuskript.

## Handling
En skildring af en kræftsyg drengs hverdag. Den 13-årige Peter fik konstateret leukæmi, og filmen følger ham og hans familie i det år, behandlingen varede. Optagelserne er foretaget i hjemmet og på hospitalet. Samtaler med lægen og især Peters mor viser, hvordan drengen og hans nærmeste reagerede på sygdommen.